# Żdżary (województwo zachodniopomorskie)
Żdżary (niem. Eichberg) – wieś sołecka w Polsce położona w województwie zachodniopomorskim, w powiecie goleniowskim, w gminie Goleniów, na zachód od drogi nr 3 i 6 (obwodnica miasta Goleniowa), na skraju Puszczy Goleniowskiej.

## Historia
W latach 1975–1998 miejscowość należała administracyjnie do województwa szczecińskiego.
W 2011 wieś liczyła 213 mieszkańców Zabudowa wsi pochodzi z XX wieku. Jest to wieś nieregularna, jednak główna oś znajduje się wzdłuż głównej drogi. Znajduje się tutaj kilka zakładów usługowych oraz ferma hodowlana norek „Norpol”. Poza tym jest to wieś rolnicza. Nieopodal, w zagajniku, znajduje się kamień pamięci mieszkańców Żdżar i Łaniewa, którzy zginęli na frontach I wojny światowej.
Okoliczne miejscowości: Goleniów, Modrzewie, Łaniewo, Krępsko, Miękowo.